# 武文達
武文达（1564年—？），字時見，號鳳樓，又號衷懿，陕西泾阳县籍山西交城縣人。明朝政治人物。

## 生平
嘉靖甲子年（1564年）十月十二日生。明神宗萬曆二十二年甲午科陕西鄉試第四十九名舉人，二十六年戊戌科進士。礼部觀政，本年八月授职山东郓城县知县。二十八年调滋阳知县。三十四年升户部主事，差蘇松监兑，三十七年升员外郎，次年升郎中，本年官直隸保定府（今河北省保定市）知府。四十一年升辽东宁前道副使。四十二年丁憂归乡，在乡设义仓，周济亲族无食者。
著有《广蒙求集》，今无存。

## 家族
曾祖武顯。祖武坤。父武仕朝。母郭氏。具庆下。兄文明（庠生）、文光。娶朱氏。子武恒。